# リオ・デ・ラ・プラタ諸州連合

リオ・デ・ラ・プラタ諸州連合
Provincias Unidas del Río de la Plata (スペイン語)

国歌: Himno Nacional Argentino（スペイン語）
アルゼンチンの国歌
リオ・デ・ラプラタ諸州連合の地図

リオ・デ・ラ・プラタ諸州連合（リオ・デ・ラ・プラタしょしゅうれんごう、西: Provincias Unidas del Río de la Plata）は、1810年の五月革命に始まるアルゼンチン独立戦争において、1813年に主権者会議が行われ、1816年に独立宣言を行ったトゥクマン会議で採用された南アメリカ地域の名称で、以前は南アメリカ連合州（スペイン語: Provincias Unidas de Sudamérica）としても知られていた。もともとは旧リオ・デ・ラ・プラタ副王領の反乱地域で、ブエノスアイレスを首都とした。

## 歴史
1810年5月の五月革命で、リオ・デ・ラ・プラタ副王領の首都ブエノスアイレスの市民と民兵が総督バルタサール・イダルゴ・デ・シスネロスを追放してから、長いプロセスを経てリオ・デ・ラ・プラタ州の自由が確立された。当時独立宣言があったわけではなく、革命によって誕生した政府はフェルナンド7世への忠誠を宣言したが、実際にはリオ・デ・ラ・プラタ州の社会、政治、経済構造の再編成を試みていた。この革命は、スペイン新総督ハビエル・デ・エリオ、コルドバ、サンティアゴ・デ・リニエルスの率いるバンダ・オリエンタル、パラグアイのアスンシオン地方政府、さらにはペルー副王領の王党派軍などの抵抗を受け、すぐに独立戦争に発展していった。

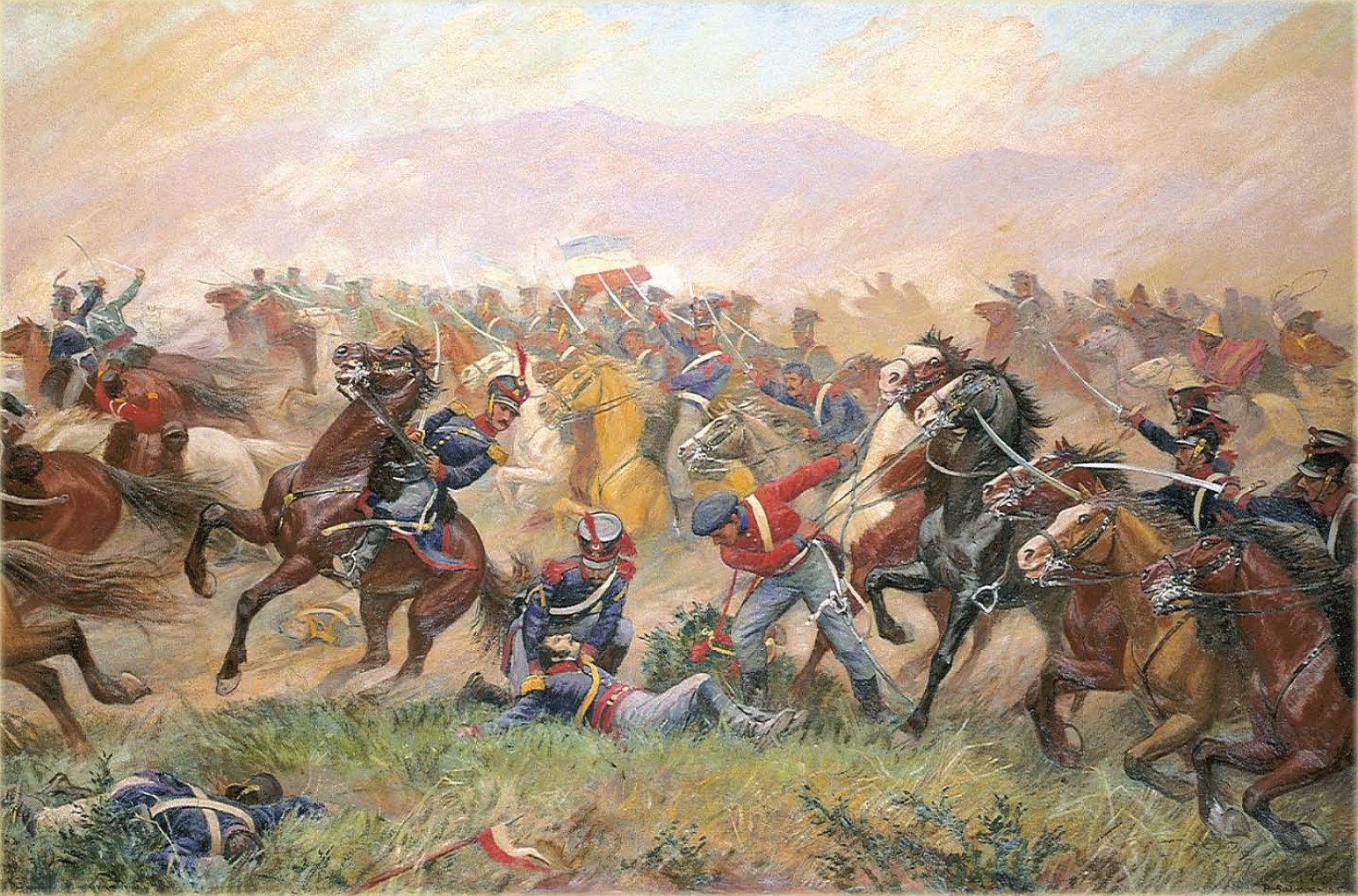
Maipúの戦い（1819年）

独立戦争中、1810年から1831年までの全期間を通じて、国家組織や革命政府の政治目的をめぐった、派閥間での深刻な対立があった。これらの対立は、クーデター、反乱、政治的動機による裁判、追放、投獄などを経て、ついには完全な内戦に発展していった。

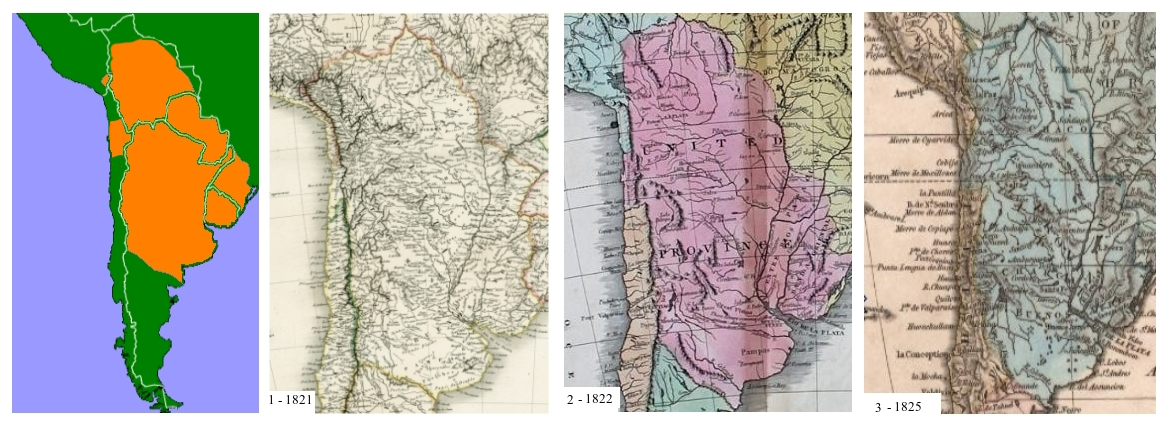
1820年代の諸州連合。1821年：Carte physique et politique de l'Amérique méridionale. 1822年：The American Atlas by Carey & Lea. 1825年：South America by Fisher.

### 初期の革命政府
革命以来、地方の政治組織をめぐってさまざまな見解が深刻に対立していた。当初、「啓蒙的」な革命派や独立派が支持していた、地方の利害に対してほとんど説明責任がない強力な中央政府を主張する者もいたが、地方の代表者をより大きな審議会に統合することを求める者もいた。後者の立場が優勢になると、1811年にはPr imera Juntaが地方からの代表を取り込むまでに発展した。しかし、このような体制では戦局を導くのに十分な効果がないことが明らかになると、三権分立が行政権を握り、議会が一定の統制機能を持つようになった。